# Emporis
Emporis – nieistniejący już globalny dostawca informacji o budynkach, gromadzący dane o budynkach mających istotne znaczenie publiczne i gospodarcze, łączący te dane z przedsiębiorstwami związanymi z budynkami, wyznaczający standardy informacyjne.

## Powstanie i działalność
Emporis założył Michael Wutzke. Pełnił on w nim funkcję CIO. Pracował w branży nieruchomości, jest autorem książki Skyline Guide, ma wieloletnie doświadczenie w zajmowaniu się zagadnieniami związanymi z danych budowlanych i środowiskami użytkowników. Dziedziny jego zainteresowań to m.in. budynki, zdjęcia i zarządzanie danymi, które pomagają budować bazę danych Emporis, mogącą mieć (jego zdaniem) kluczowe znaczenie dla kolejnej fazy rozwoju Internetu – powstania wyszukiwań semantycznych.
Emporis był światowym liderem rynku informacji o budynkach liczących 10 lub więcej pięter. Emporis zarządzał danymi, które pochodzą z różnych źródeł, takich jak: naukowcy zajmujący się bazami danych, firmy związane z budynkami, odbiorcy, dostawcy i społeczność redakcyjna. Firma była jednym z najbardziej liczących się, powszechnie wykorzystywanych źródeł, jeśli chodzi o badania, oceny i analizy danych dotyczących budynków. Emporis publikował na swoich stronach internetowych wyniki badań, dane rynkowe, i komentarze wykorzystywane przez odbiorców na całym świecie.
Strona internetowa Emporis powstała w 2000 roku jako Skyscrapers.com. Głównym przedmiotem jej zainteresowań było gromadzenie informacji wyłącznie o wieżowcach i wysokościowcach. Od 2003 roku Emporis rozszerzył swoją bazę danych, zbierając informacje o różnych typach budynków. Gromadzeniem danych zajmują się współpracownicy firmy na całym świecie. Internetowa baza danych Emporis.com zawierała informacje m.in. o:
- ponad 800 000 budynków w 217 krajach;
- ponad 188 000 firm skategoryzowanych wg 187 typów;
- oferuje ponad 736 000 zdjęć z ponad 28 000 miast[1].

Serwis został zamknięty 13 września 2022 roku.